# Снежна полевка
Снежната полевка (Chionomys nivalis) е дребен гризач от семейство Хомякови (Cricetidae). Разпространена е в накъсан ареал в планините или близо до тях от Испания през Алпите, Апенините, Татрите, Карпатите, Балканите, Турция, Палестина, Кавказ, Елбрус, Загрос, Копетдаг. В България се среща най-вече по високите части на планините: Рила, Родопите, Витоша, Славянка, Западна и Централна Стара планина.